# فرناندو بایانو
فرناندو بایانو (به پرتغالی: João Fernando Nelo) بازیکن فوتبال در پست مهاجم اهل برزیل است که در شهر سائوپائولو و در تاریخ ۱۸ مارس ۱۹۷۹ به دنیا آمده‌است.

## باشگاهی
فرناندو بایانو در تیم‌های فوتبال کورینتیانس، باشگاه ورزشی اینترناسیونال، فلامینگو، وولفسبورگ، مالاگا، سلتاویگو، رئال مورسیا، الجزیره امارات، الوحده امارات و باشگاه فوتبال الاتحاد عربستان سعودی سابقهٔ حضور دارد.

## تیم ملی
این بازیکن همچنین در سال، ۱۹۹۹ ۵ بار برای، Brazil U20 به میدان رفته‌است و طی این مدت ۳ گل به ثمر رسانده‌است.